# Vladislav Malkevich (cầu thủ bóng đá)
Vladislav Malkevich (tiếng Belarus: Уладзіслаў Малькевіч; tiếng Nga: Владислав Малькевич; sinh 4 tháng 12 năm 1999) là một cầu thủ bóng đá Belarus. Tính đến năm 2017, anh thi đấu cho BATE Borisov.

## Danh hiệu
BATE Borisov
- Vô địch Giải bóng đá ngoại hạng Belarus: 2016
- Vô địch Siêu cúp bóng đá Belarus: 2017